# Pachyprosopis indicans
Pachyprosopis indicans är en biart som beskrevs av Cockerell 1918. Pachyprosopis indicans ingår i släktet Pachyprosopis och familjen korttungebin. Inga underarter finns listade i Catalogue of Life.

## Bildgalleri

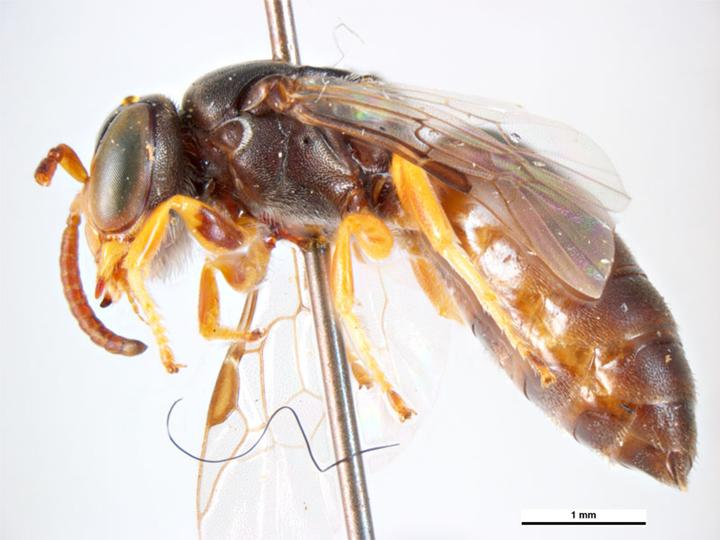
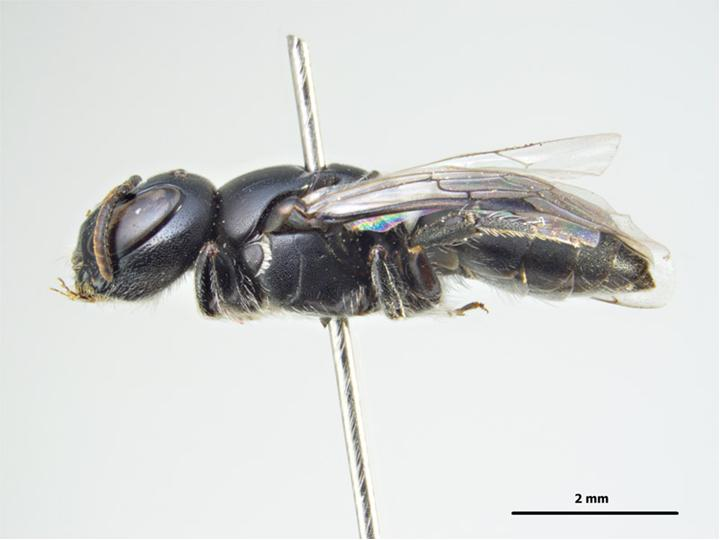
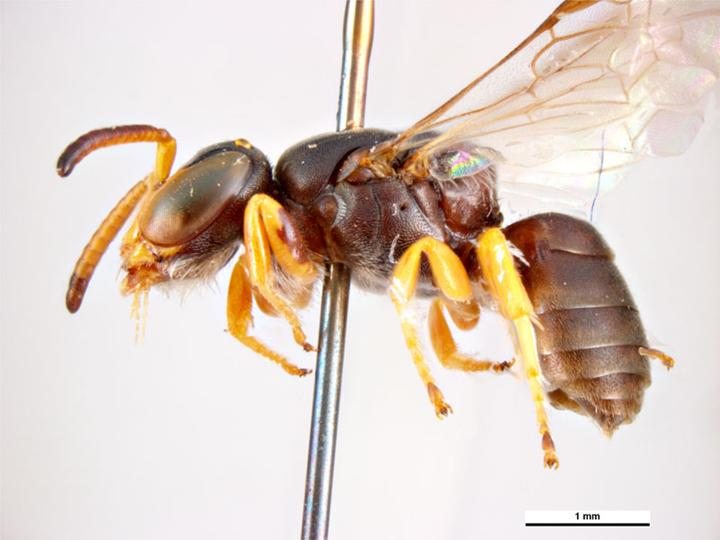